# Bahrain i olympiska sommarspelen 2016
Bahrain deltog med 35 deltagare vid de olympiska sommarspelen 2016 i Rio de Janeiro. Totalt tog truppen två medaljer varav ett guld.

## Medaljörer
| Medalj | Namn         | Sport     | Gren                   | Datum           |
| ------ | ------------ | --------- | ---------------------- | --------------- |
| Guld   | Ruth Jebet   | Friidrott | Damernas 3000 m hinder | 15 augusti 2016 |
| Silver | Eunice Kirwa | Friidrott | Damernas maraton       | 14 augusti 2016 |

## Brottning
Förkortningar:
- VT – Vinst genom fall.
- PP – Beslut efter poäng – förloraren fick tekniska poäng.
- PO – Beslut efter poäng – förloraren fick inte tekniska poäng.
- ST – Teknisk överlägsenhet – förloraren utan tekniska poäng och en marginal med minst 8 (grekisk-romersk stil) eller 10 (fristil) poäng.

Herrar, fristil
| Brottare     | Gren             | Kvalomgång           | Omgång 1                | Kvartsfinal          | Semifinal            | Återkval 1           | Återkval 2           | Final / BM           | Final / BM |
| Brottare     | Gren             | Motståndare Resultat | Motståndare Resultat    | Motståndare Resultat | Motståndare Resultat | Motståndare Resultat | Motståndare Resultat | Motståndare Resultat | Placering  |
| ------------ | ---------------- | -------------------- | ----------------------- | -------------------- | -------------------- | -------------------- | -------------------- | -------------------- | ---------- |
| Adam Batirov | Weltervikt -65kg | Bye                  | Navruzov (UZB) L 1–3 PP | Gick inte vidare     | Gick inte vidare     | Gick inte vidare     | Gick inte vidare     | Gick inte vidare     | 14         |

## Friidrott
Förkortningar

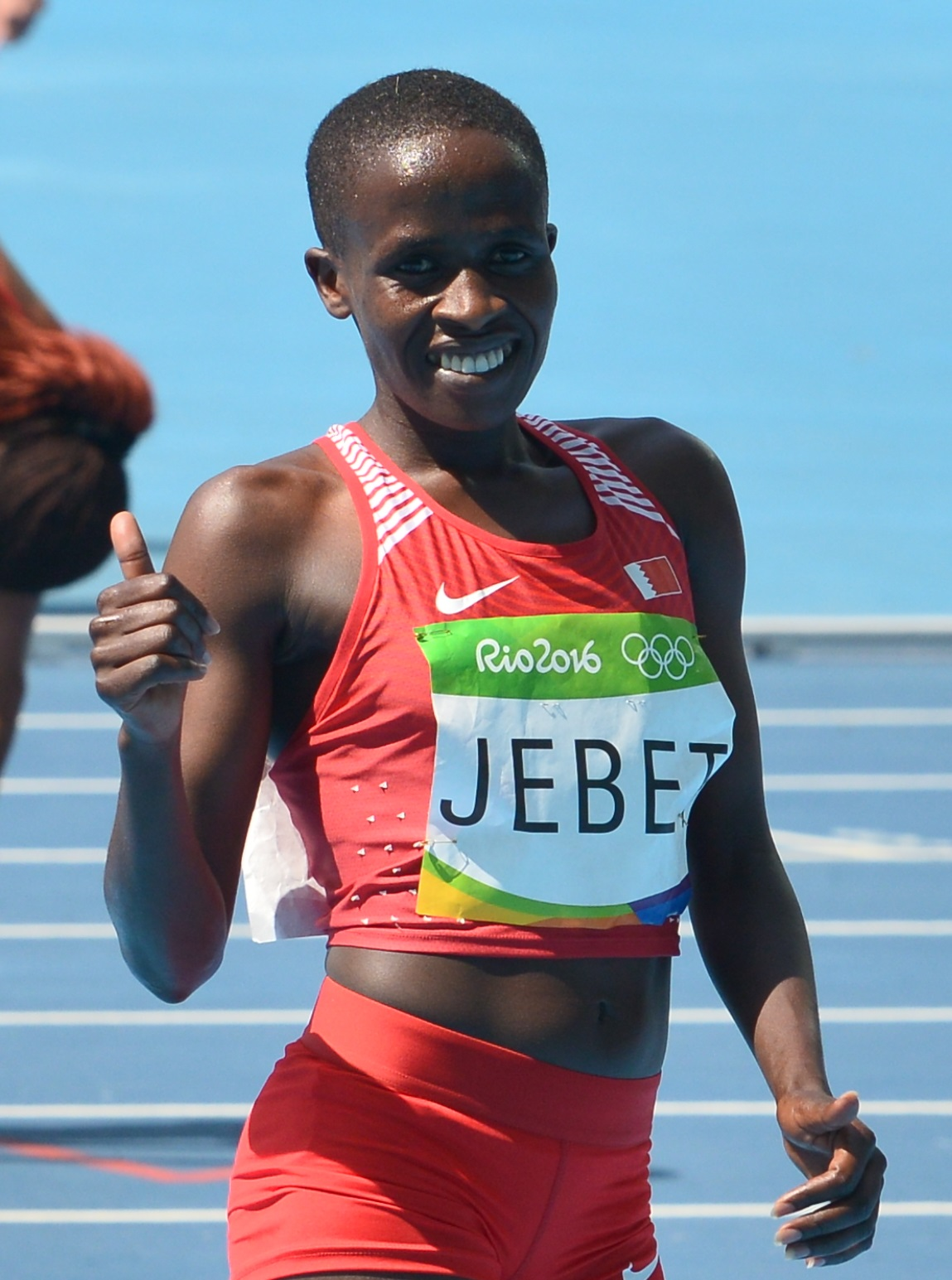
Ruth Jebet gav Bahrains första olympiska medalj i damernas 3000 meter hinderlöpning.

- Notera– Placeringar avser endast det specifika heatet.
- Q = Tog sig vidare till nästa omgång
- q = Tog sig vidare till nästa omgång som den snabbaste förloraren eller, i fältgrenarna, genom placering utan att nå kvalgränsen
- NR = Nationellt rekord
- N/A = Omgången fanns inte i grenen
- Bye = Idrottaren behövde inte tävla i omgången

Damer
| Idrottare              | Gren                        | Heat     | Heat      | Kvartsfinal | Kvartsfinal | Semifinal        | Semifinal        | Final            | Final            |
| Idrottare              | Gren                        | Resultat | Placering | Resultat    | Placering   | Resultat         | Placering        | Resultat         | Placering        |
| ---------------------- | --------------------------- | -------- | --------- | ----------- | ----------- | ---------------- | ---------------- | ---------------- | ---------------- |
| Hajar Alkhaldi         | Damernas 100 meter          | Bye      | Bye       | 11,59       | 6           | Gick inte vidare | Gick inte vidare | Gick inte vidare | Gick inte vidare |
| Iman Essa Jasim        | Damernas 100 meter          | Bye      | Bye       | 11,72       | 7           | Gick inte vidare | Gick inte vidare | Gick inte vidare | Gick inte vidare |
| Edidiong Odiong        | Damernas 200 meter          | 22,74    | 1 Q       | i.u.        | i.u.        | 22,84            | 6                | Gick inte vidare | Gick inte vidare |
| Oluwakemi Adekoya      | Damernas 400 meter          | 50,72    | 2 Q       | i.u.        | i.u.        | 50,88            | 4                | Gick inte vidare | Gick inte vidare |
| Tigist Gashaw          | Damernas 1 500 meter        | 4:10,96  | 11        | i.u.        | i.u.        | Gick inte vidare | Gick inte vidare | Gick inte vidare | Gick inte vidare |
| Mimi Belete            | Damernas 5 000 meter        | 15:29,72 | 10        | i.u.        | i.u.        | i.u.             | i.u.             | Gick inte vidare | Gick inte vidare |
| Dalila Abdulkadir Gosa | Damernas 5 000 meter        | DNS      | DNS       | i.u.        | i.u.        | i.u.             | i.u.             | Gick inte vidare | Gick inte vidare |
| Ruth Jebet             | Damernas 3 000 meter hinder | 9:12,62  | 1 Q       | i.u.        | i.u.        | i.u.             | i.u.             | 8:59,75          | 1                |
| Tigest Mekonin         | Damernas 3 000 meter hinder | 9:49,92  | 12        | i.u.        | i.u.        | i.u.             | i.u.             | Gick inte vidare | Gick inte vidare |
| Rose Chelimo           | Damernas maraton            | i.u.     | i.u.      | i.u.        | i.u.        | i.u.             | i.u.             | 2:27:36          | 8                |
| Shitaye Eshete         | Damernas maraton            | i.u.     | i.u.      | i.u.        | i.u.        | i.u.             | i.u.             | DNF              | DNF              |
| Eunice Kirwa           | Damernas maraton            | i.u.     | i.u.      | i.u.        | i.u.        | i.u.             | i.u.             | 2:24:13          | 2                |

Herrar
| Idrottare            | Gren                         | Heat     | Heat      | Kvartsfinal | Kvartsfinal | Semifinal        | Semifinal        | Final            | Final            |
| Idrottare            | Gren                         | Resultat | Placering | Resultat    | Placering   | Resultat         | Placering        | Resultat         | Placering        |
| -------------------- | ---------------------------- | -------- | --------- | ----------- | ----------- | ---------------- | ---------------- | ---------------- | ---------------- |
| Kemarley Brown       | Herrarnas 100 meter          | Bye      | Bye       | 10,13       | 1 Q         | 10,13            | 5                | Gick inte vidare | Gick inte vidare |
| Andrew Fisher        | Herrarnas 100 meter          | Bye      | Bye       | 10,12       | 2 Q         | DSQ              | DSQ              | Gick inte vidare | Gick inte vidare |
| Salem Eid Yaqoob     | Herrarnas 200 meter          | 20,19    | 1 Q       | i.u.        | i.u.        | 20,43            | 5                | Gick inte vidare | Gick inte vidare |
| Abubakar Abbas       | Herrarnas 400 meter          | DSQ      | DSQ       | i.u.        | i.u.        | Gick inte vidare | Gick inte vidare | Gick inte vidare | Gick inte vidare |
| Ali Khamis           | Herrarnas 400 meter          | 45,12    | 1 Q       | i.u.        | i.u.        | 44,49            | 3 q              | 44,36 NR         | 6                |
| Abraham Rotich       | Herrarnas 800 meter          | DSQ      | DSQ       | i.u.        | i.u.        | Gick inte vidare | Gick inte vidare | Gick inte vidare | Gick inte vidare |
| Benson Seurei        | Herrarnas 1 500 meter        | 3:38,82  | 7 q       | i.u.        | i.u.        | 3:40,53          | 8                | Gick inte vidare | Gick inte vidare |
| Zouhair Aouad        | Herrarnas 5 000 meter        | DNF      | DNF       | i.u.        | i.u.        | i.u.             | i.u.             | Gick inte vidare | Gick inte vidare |
| Birhanu Balew        | Herrarnas 5 000 meter        | 13:19,83 | 4 Q       | i.u.        | i.u.        | i.u.             | i.u.             | 13:09,26         | 9                |
| Albert Kibichii Rop  | Herrarnas 5 000 meter        | 13:24,95 | 2 Q       | i.u.        | i.u.        | i.u.             | i.u.             | 13:08,79         | 7                |
| Nelson Cherutich     | Herrarnas 3 000 meter hinder | 8:35,87  | 9         | i.u.        | i.u.        | i.u.             | i.u.             | Gick inte vidare | Gick inte vidare |
| John Kibet Koech     | Herrarnas 3 000 meter hinder | 8:28,81  | 6         | i.u.        | i.u.        | i.u.             | i.u.             | Gick inte vidare | Gick inte vidare |
| Hassan Chani         | Herrarnas 10 000 meter       | i.u.     | i.u.      | i.u.        | i.u.        | i.u.             | i.u.             | DNF              | DNF              |
| Abraham Cheroben     | Herrarnas 10 000 meter       | i.u.     | i.u.      | i.u.        | i.u.        | i.u.             | i.u.             | 27:31,86         | 10               |
| El Hassan El-Abbassi | Herrarnas 10 000 meter       | i.u.     | i.u.      | i.u.        | i.u.        | i.u.             | i.u.             | 28:20,17         | 26               |
| Alemu Bekele         | Herrarnas maraton            | i.u.     | i.u.      | i.u.        | i.u.        | i.u.             | i.u.             | DNF              | DNF              |
| Isaac Korir          | Herrarnas maraton            | i.u.     | i.u.      | i.u.        | i.u.        | i.u.             | i.u.             | DNF              | DNF              |